# Why Can't This Be Love
Why Can't This Be Love is een nummer van de Amerikaans-Nederlandse hardrockband Van Halen. Het is de eerste single van hun zevende studioalbum 5150 uit 1986. Het nummer werd in de VS en Canada in maart 1986 op single uitgebracht en in Europa, Oceanië en Japan in januari 1987.
De plaat had wereldwijd niet zo een groot succes als Jump. In thuisland de Verenigde Staten bereikte de single de nummer 1-positie in de Billboard Hot 100, in Canada de 2e positie, in Australië de 8e, in Nieuw-Zeeland de 32e positie en in het Verenigd Koninkrijk werd de 8e positie bereikt in de UK Singles Chart.
In Nederland was de plaat op vrijdag 23 januari 1987 Veronica Alarmschijf op Radio 3 en werd een radiohit in de destijds twee hitlijsten op de nationale popzender. De plaat bereikte de 16e positie in de Nederlandse Top 40 en de 15e positie in de Nationale Hitparade Top 100. In de Europese hitlijst op Radio 3, de TROS Europarade, werd géén notering behaald.
In België behaalde de plaat géén notering in zowel de Vlaamse Ultratop 50 als de Vlaamse Radio 2 Top 30.

## NPO Radio 2 Top 2000
| Nummer met noteringen in de NPO Radio 2 Top 2000 | '15  | '16  | '17  | '18  | '19  | '20  | '21  | '22  | '23  | '24  |
| ------------------------------------------------ | ---- | ---- | ---- | ---- | ---- | ---- | ---- | ---- | ---- | ---- |
| Why Can't This Be Love                           | 1356 | 1588 | 1556 | 1621 | 1555 | 1064 | 1621 | 1682 | 1788 | 1871 |

1. ↑  Een vetgedrukt getal geeft de hoogste notering aan.
2. ↑  2015 was het eerste jaar met een notering voor dit nummer.